# Clarice Lispector
Chaja Pinkasivna Lispektor, meglio conosciuta come Clarice Lispector (in ucraino Хая Пінкасівна Ліспектор?; in yiddish חיה פּינקאַסיװנאַ ליספּעקטאָר‎?; Čečel'nyk, 10 dicembre 1920 – Rio de Janeiro, 9 dicembre 1977), è stata una scrittrice, giornalista e traduttrice ucraina naturalizzata brasiliana.

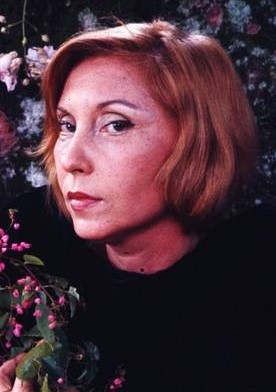
Clarice Lispector.

Nata in Ucraina e naturalizzata brasiliana - per quanto riguarda la sua "brasilianità" affermava di essere pernambucana - ha scritto romanzi, racconti e saggi, ed è considerata una delle scrittrici brasiliane più importanti del XX secolo nonché la più importante scrittrice ebrea dai tempi di Franz Kafka. Le sue opere abbondano di scene di semplice quotidianità e di trame psicologiche: una delle sue principali caratteristiche è l'epifania di personaggi comuni durante una normale scena quotidiana.
Nata in una famiglia ebrea russa, all'età di due anni fu costretta ad emigrare in Brasile a causa della persecuzione degli ebrei durante la Guerra civile. La scrittrice dirà di non avere alcun legame con l'Ucraina: "Su quella terra non ho letteralmente mai messo piede: mi hanno portata in braccio". È cresciuta a Recife, nello stato di Pernambuco, dove sua madre morì quando lei aveva nove anni. Durante gli anni dell'adolescenza la famiglia si trasferì a Rio de Janeiro.
Mentre studiava legge all'Università Federale di Rio de Janeiro, iniziò a pubblicare i suoi primi articoli giornalistici e racconti, e conobbe presto la fama, all'età di 23 anni, con la pubblicazione del suo primo romanzo, Vicino al cuore selvaggio (Perto do coração selvagem), scritto sotto forma di monologo interiore. Lasciò il Brasile nel 1944, dopo il suo matrimonio con un diplomatico brasiliano, e trascorse circa quindici anni in Europa e negli Stati Uniti. Dopo il ritorno a Rio de Janeiro nel 1959, iniziò a produrre le sue opere più famose, tra cui il libro di racconti Legami famigliari (Laços de família), il grande romanzo mistico La passione secondo G.H. (A paixão segundo G.H.), e quello che è probabilmente il suo capolavoro, Água viva.
Lo stile di Clarice Lispector va oltre qualsiasi tentativo di definizione. La scrittrice e critica francese Hélène Cixous arriva ad affermare che nella letteratura brasiliana vi è uno stile A.C. (Antes de Clarice - prima di Clarice) e D.C.(Depois de Clarice - dopo Clarice).
Rimasta ferita in un incidente nel 1966, ha trascorso gli ultimi dieci anni della sua vita scrivendo e pubblicando regolarmente romanzi e racconti fino alla sua morte, avvenuta nel 1977 all'età di 57 anni. È stata oggetto di numerosi studi, e i riferimenti a lei e alla sua opera sono comuni nella letteratura e nella musica brasiliana.

## Biografia

### I primi anni, l'emigrazione e l'adolescenza

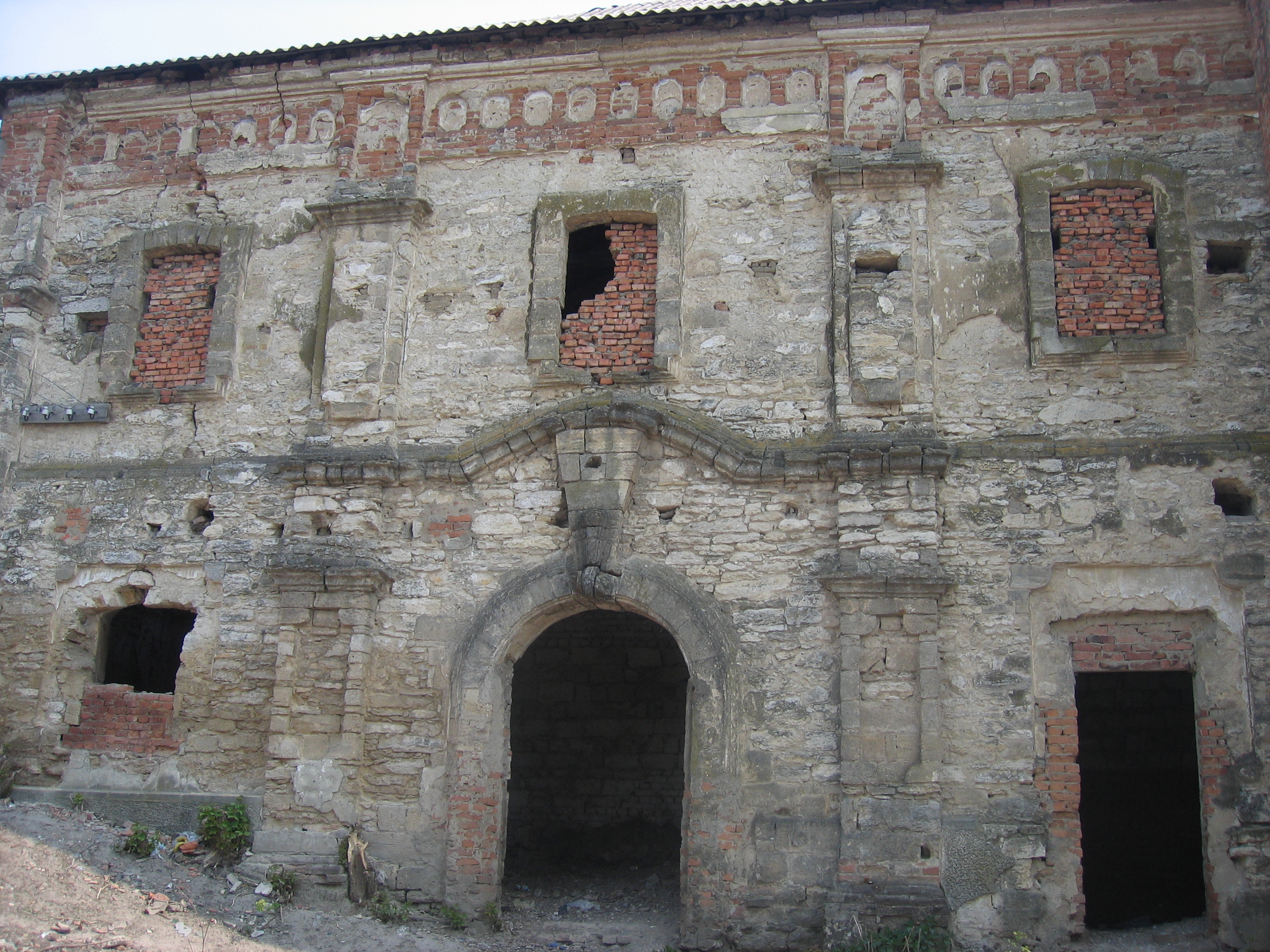
Le rovine della sinagoga di Čečel'nyk, città natale di Clarice.

Clarice Lispector, la più giovane delle tre figlie di Pinkas Lispektor e Manja Krimgol'd Lispektor, nacque a Čečel'nyk, in Podolia, uno shtetl nell'attuale Ucraina. Dopo lo scioglimento dell'Impero russo la sua famiglia soffrì terribilmente nei pogrom durante la Guerra Civile: questa fase sarà romanzata dalla sorella maggiore Elisa Lispector nell'autobiografico No Exilio (1948). I Lispector riuscirono a fuggire in Romania, e da qui emigrarono in Brasile, dove la madre Manja aveva dei parenti. Partirono da Amburgo ed arrivarono in Brasile nei primi mesi del 1922, quando Chaya (nome originale di Clarice) aveva poco più di un anno.
All'arrivo tutti i membri della famiglia, ad eccezione di Tania (19 aprile 1915 - 15 novembre 2007), cambiarono nome: Pinkas divenne Pedro, Manja divenne Marieta, Lija divenne Elisa, e Chaja divenne Clarice. Inizialmente si stabilirono a Maceió, nello stato di Alagoas. Dopo tre anni, durante i quali la salute di Marieta peggiorò rapidamente, si trasferirono nel quartiere di Boa Vista a Recife, Pernambuco, dove abitarono al numero 367 di Praça Maciel Pinheiro e più tardi in Rua da Imperatriz.
A Recife, dove suo padre si impegnò duramente per mantenere economicamente la famiglia, Clarice perse la madre all'età di 9 anni, il 21 settembre 1930.  Frequentò una scuola ebreo-yiddish-brasiliana, dove si insegnavano l'ebraico e lo yiddish, oltre alle materie classiche. Nel 1932, fu ammessa al Ginásio Pernambucano, allora era la più prestigiosa scuola secondaria dello stato. Un anno dopo, fortemente influenzata da Il lupo della steppa di Hermann Hesse, decise di diventare una scrittrice: "Mi sono impossessata della volontà di scrivere".

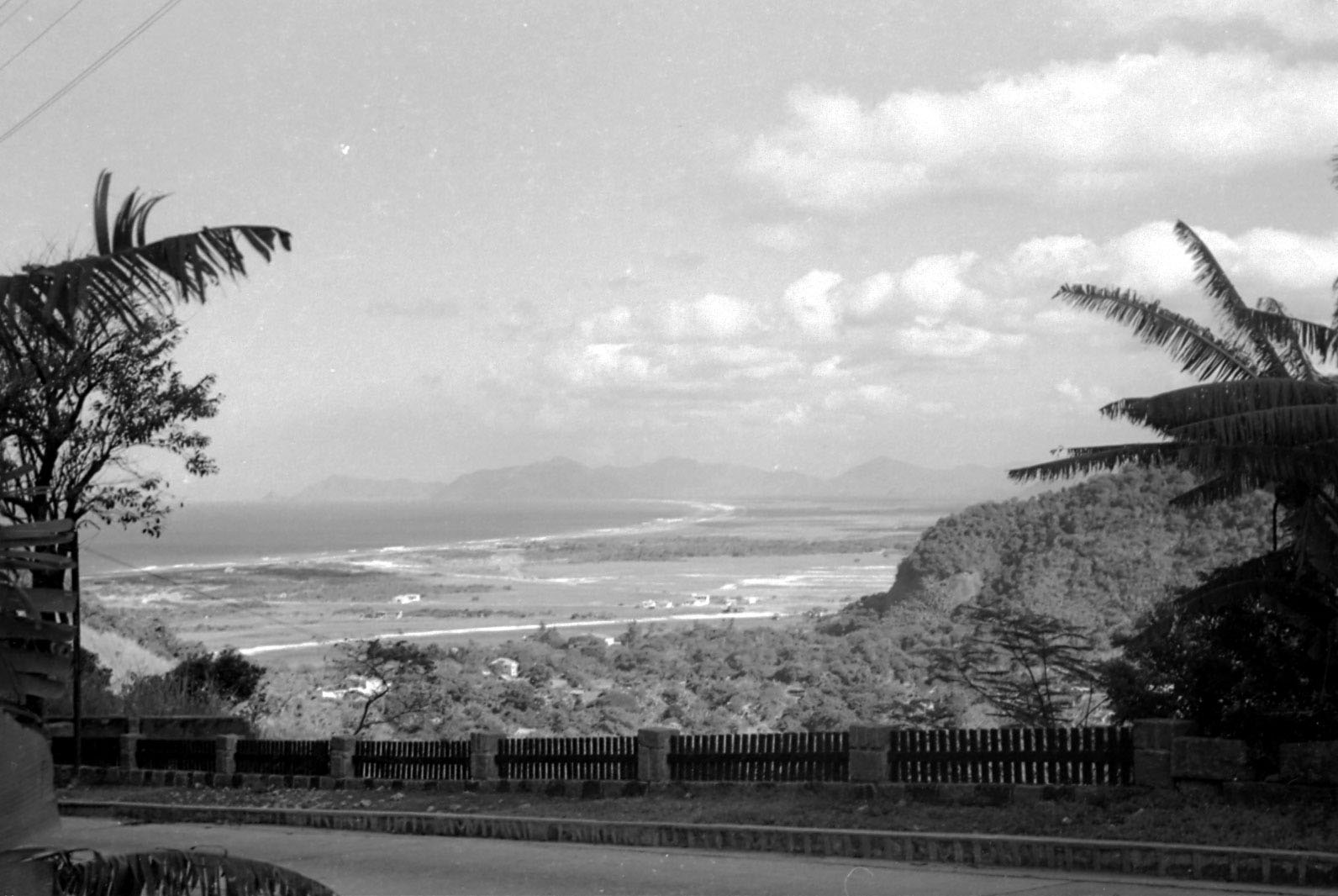
Barra da Tijuca, un quartiere di Rio de Janeiro, negli anni Cinquanta.

Nel 1935, Pedro Lispector decise di trasferirsi con le figlie a Rio de Janeiro, all'epoca capitale del Brasile, sperando di trovare migliori opportunità economiche e anche dei mariti ebrei per le figlie. La famiglia andò a vivere nel quartiere di São Cristóvão, a nord del centro di Rio, prima di trasferirsi a Tijuca. Nel 1937, Clarice entrò alla Facoltà di Giurisprudenza dell'Università Federale di Rio de Janeiro, allora chiamata Università del Brasile, e oggi uno dei più prestigiosi istituti di istruzione superiore del paese. Il suo primo racconto noto, Triunfo, fu pubblicato sulla rivista PAN il 25 maggio 1940.  Poco dopo, il 26 agosto 1940, a seguito di complicazioni durante un'operazione alla cistifellea, morì il padre, all'età di 55 anni.
Durante gli anni dell'università, Clarice iniziò anche a lavorare come giornalista, prima al servizio della Agência Nacional, l'agenzia di stampa ufficiale del governo, e poi all'importante giornale A Noite. Il traduttore americano Gregory Rabassa ricorda di essere rimasto "sbalordito dall'incontro di quella rara persona [Lispector] che assomigliava a Marlene Dietrich e che scriveva come Virginia Woolf". Lispector conobbe la nuova generazione di scrittori brasiliani, tra i quali Lúcio Cardoso, del quale si innamorò senza speranza, essendo questi omosessuale. Clarice cominciò a frequentare un collega di giurisprudenza, di nome Maury Gurgel Valente, che lavorava all'Itamaraty, il ministero degli esteri brasiliano. Per sposare un diplomatico doveva essere naturalizzata brasiliana. Non appena raggiunse l'età richiesta, il 12 gennaio 1943 ottenne la cittadinanza e undici giorni dopo sposò Gurgel.

#### Vicino al cuore selvaggio
Nel dicembre del 1943, dopo la laurea, Clarice pubblica il suo primo romanzo, Perto do coração selvagem (Vicino al cuore selvaggio). L'opera, che narra la storia interiore di una giovane donna di nome Joana, fece scalpore. L'anno seguente il libro vinse il prestigioso premio Graça Aranha come miglior romanzo d'esordio del 1943. Un critico, il poeta Lêdo Ivo, lo ha definito "il più grande romanzo che una donna abbia mai scritto in lingua portoghese". "L'opera di Clarice Lispector appare nel nostro mondo letterario come la prova più seria di romanzo introspettivo", ha scritto il critico di San Paolo Sérgio Milliet: "Per la prima volta un autore brasiliano va oltre la semplice approssimazione in questo campo quasi vergine della nostra letteratura, per la prima volta un autore penetra fino in fondo la complessità psicologica dell'anima moderna".
Questo romanzo, così come i successivi, sono profondamente focalizzati sugli stati emotivi interiori. Quando Perto do coração selvagem fu pubblicato, molti sostennero che il suo tipo di flusso di coscienza fosse fortemente influenzato da Virginia Woolf o James Joyce, ma Clarice lesse questi autori soltanto dopo aver terminato l'opera. La citazione di Joyce e il titolo, preso dall'opera joyciana Ritratto dell'artista da giovane, le furono entrambi suggeriti da Lúcio Cardoso.
Poco dopo la pubblicazione del romanzo, Clarice e il marito lasciarono Rio per trasferirsi a Belém, nello stato di Pará, sulla foce del Rio delle Amazzoni.

### Europa e Stati Uniti
Il 29 luglio 1944 Clarice lasciò il Brasile per la prima volta da quando vi era arrivata da bambina, e passò un periodo a Napoli, dove Maury era stato inviato per lavorare nel Consolato brasiliano. Napoli era la città dove sostava la Força Expedicionária Brasileira, i cui soldati combattevano a fianco delle forze alleate contro i nazisti. Clarice lavorò all'ospedale militare di Napoli, prendendosi cura dei feriti delle truppe brasiliane. A Roma incontrò il poeta Giuseppe Ungaretti, che tradusse delle parti di Vicino al cuore selvaggio, e Giorgio de Chirico le dipinse un ritratto. Nella città partenopea completò il suo secondo romanzo, O Lustre (1946), che come il primo tratta della vita interiore di una ragazza, questa volta di nome Virginia. Quest'opera è più lunga e complessa, la critica la ricevette con entusiasmo, ma il suo impatto fu meno sensazionale di quello riservato a Vicino al cuore selvaggio. Il critico Gilda de Melo e Sousa, in un articolo del 14 luglio 1946 sulla rivista Estado de S. Paulo, scrisse: "Dotata di un enorme talento e di una personalità rara, dovrà soffrire, fatalmente, per il peso di entrambi, dal momento che gode ampiamente dei loro benefici".
Dopo una breve visita in Brasile quell'anno, Clarice e Maury tornarono in Europa, e Maury fu inviato all'ambasciata brasiliana in Svizzera. Questo fu un momento di tedio e frustrazione per la scrittrice: in una lettera scrisse alla sorella Tania "Questa Svizzera è un cimitero di sensazioni". Il 10 settembre 1948 nacque a Berna il figlio Pedro Gurgel Valente, e in quella stessa città Clarice scrisse il suo terzo romanzo, A cidade sitiada (1946).

#### A cidade sitiada
Il libro che Lispector scrisse a Berna racconta la storia di Lucrécia Neves, e la crescita della sua città, São Geraldo, che si trasforma da piccolo insediamento a grande città. Il libro, ricco di metafore, non venne accolto con grande entusiasmo. Secondo un amico intimo di Clarice fu "forse il meno amato dei romanzi di Clarice Lispector". Sérgio Milliet concluse che "l'autore soccombe sotto il peso della sua propria ricchezza" e il critico portoghese João Gaspar Simões scrisse: "Il suo ermetismo ha la consistenza dell'ermetismo dei sogni. Chi la trova la chiave...". Nonostante la critica, Clarice si disse riconoscente a questo romanzo poiché l'aveva tenuta occupata: "Mi salvava da quel silenzio spaventoso delle vie di Berna".
Dopo aver lasciato la Svizzera nel 1949 ed aver trascorso quasi un anno a Rio, Clarice e Maury Gurgel Valente tornarono in Europa, in Gran Bretagna, nel Devon. Rimasero in Inghilterra dal settembre del 1950 al marzo del 1951. Nel 1952, di ritorno a Rio, dove la famiglia sarebbe rimasta per circa un anno, Clarice Lispector pubblicò un breve volume di sei racconti chiamato Alguns contos, in una piccola edizione promossa dal Ministero della Pubblica Istruzione. Questi racconti formano il nucleo della successiva raccolta Laços de família (Legami famigliari), del 1961.
Nel settembre del 1952 la famiglia si trasferì a Washington e comprò una casa al numero 4421 di Ridge Street, nel sobborgo di Chevy Chase, nel Maryland. Il 10 febbraio 1953 nacque il secondo figlio Paulo. In quel periodo Clarice si avvicinò molto allo scrittore brasiliano Érico Veríssimo e a sua moglie Mafalda. Iniziò a pubblicare i suoi racconti nella rivista Senhor, la cui prima uscita era prevista per l’inizio del 1959. Ma era sempre più scontenta dell'ambiente diplomatico. "L'ho odiato, ma ho fatto quello che dovevo [...] Ho dato cene, ho fatto tutto quello che si dovrebbe fare, ma con un disgusto...". Nel mese di giugno 1959 si separò dal marito e tornò con i figli a Rio de Janeiro, dove trascorse il resto della sua vita.

### Gli anni sessanta

#### Legami familiari
In Brasile Clarice lottò per mantenersi finanziariamente e cercò di trovare un editore sia per il romanzo che aveva finito di scrivere a Washington diversi anni prima, sia per il suo nuovo libro di racconti, Laços de Família (Legami famigliari). Quest’opera è composta dai sei racconti di Alguns contos e da altri sette, alcuni dei quali erano stati pubblicati nella rivista "Senhor". La raccolta fu pubblicata nel 1960. L’amico e scrittore Fernando Sabino le scrisse che il libro era "esattamente, sinceramente, indiscutibilmente, e anche con umiltà, il miglior libro di racconti mai pubblicato in Brasile".

#### La mela nel buio
A maçã no escuro (La mela nel buio) che aveva cominciato a scrivere a Torquay, era pronto dal 1956, ma fu più volte rifiutato dagli editori. Il suo romanzo più lungo e forse il più complesso, fu finalmente pubblicato nel 1961 dalla stessa casa editrice che aveva pubblicato Legami famigliari, ovvero la Livraria Francisco Alves di San Paolo. Il presunto narratore è un uomo chiamato Martim, che crede di aver ucciso la moglie e fugge nelle remote regioni interne del Brasile, dove trova lavoro come bracciante agricolo.
Intessuta dal flusso di coscienza piuttosto che dalla trama, quest’opera fortemente allegorica colpisce soprattutto per la creatività nell’utilizzo della lingua. Il 19 settembre 1962 A maçã no escuro vince il premio Dolores Carmen Barbosa come miglior romanzo.

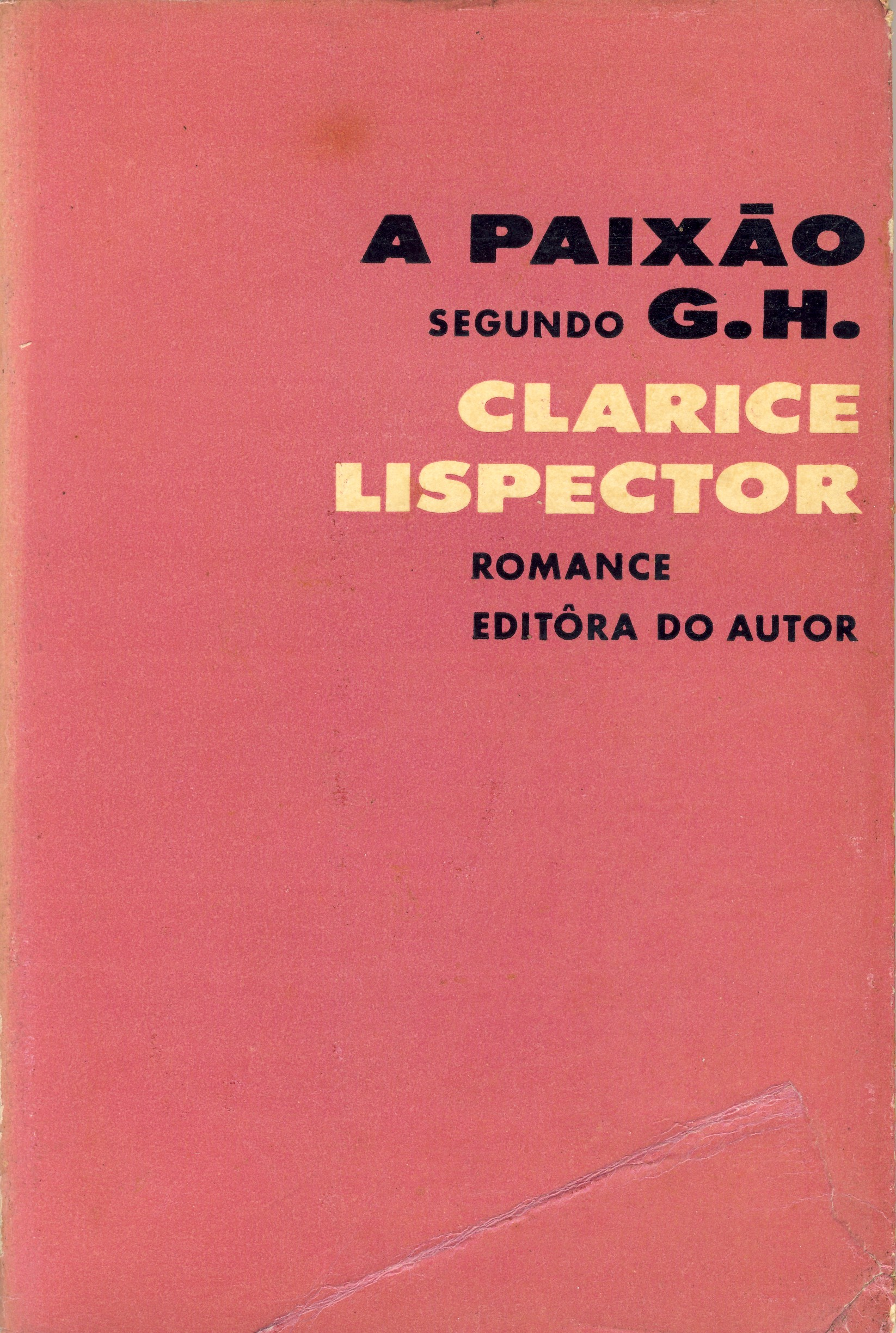
La copertina di A paixão segundo G.H.

#### La passione secondo G. H.e la letteratura per l'infanzia
Nel 1964 fu pubblicato uno dei suoi romanzi più scioccanti e celebri, A paixão segundo G.H., che tratta di una donna che, nella stanza di servizio del suo confortevole attico di Rio, attraversa un’esperienza mistica che la porta a mangiare un pezzo di scarafaggio.
Il 14 settembre 1966 subì un terribile incidente nel suo appartamento. Dopo aver preso un sonnifero, si addormentò nel suo letto con una sigaretta accesa. Rimase gravemente ferita e la sua mano destra per poco non dovette essere amputata.
L'anno successivo pubblicò il suo primo libro per bambini, O mistério do coelho pensante (Il mistero del coniglio che sapeva pensare), una traduzione dall’inglese di un libro che aveva scritto a Washington per il figlio Paulo. Nel mese di agosto del 1967 cominciò a tenere una rubrica settimanale ("Crônica") per il Jornal do Brasil, un importante giornale di Rio de Janeiro, che contribuì ad aumentare notevolmente la sua fama al di là dei circoli intellettuali e artistici che da tempo l'ammiravano. Queste “crônicas” furono raccolte in seguito nell'opera postuma A Descoberta do Mundo (La scoperta del mondo).

### Gli anni settanta

#### Acqua viva
Nel 1971 pubblicò un altro libro di racconti, Felicidade clandestina, molti dei quali ispirati a ricordi della sua infanzia a Recife. In questo periodo iniziò a lavorare all’opera che molti considerano la migliore, Água Viva (Acqua viva), un romanzo che fu per lei difficile da completare. Olga Borelli, che divenne sua fedele assistente e amica in quel periodo, ricorda:
Quando il libro uscì, nel 1973, fu immediatamente acclamato come un capolavoro: "Con questo romanzo Clarice Lispector risveglia da un letargo deprimente e degradante la produzione letteraria brasiliana attuale, e la eleva ad un livello di universale perennità e perfezione".
Il libro è un monologo interiore di un narratore anonimo in prima persona ad un anonimo "tu", a volte presente, a volte sottinteso. Água viva è una specie di confessione ad un interlocutore misterioso, le sue parole ci arrivano come águas-vivas ("meduse" in italiano), o ci bruciano o ci seducono. L’opera risveglia sapori, colori, suoni e fragranze nel lettore che si immerge in una narrazione sinestetica, che non rientra in nessun genere, come l’autrice stessa rivela: “è inutile cercare di classificarmi”.

#### Dove siete stati di notteeLa passione del corpo
Nel 1974 Clarice pubblicò due libri di racconti, Onde estivestes de noite (Dove siete stati di notte) e A via crucis do corpo (La passione del corpo). Se per scrivere la maggior parte dei suoi libri aveva impiegato anni, quest'ultimo invece fu scritto in tre giorni. Da poco licenziata dal Jornal do Brasil, Clarice stava attraversando una fase difficile, e aveva bisogno di intensificare le sue attività per avere più entrate. Per questo accettò ed evase rapidamente la richiesta del suo editore Álvaro Pacheco di scrivere tre storie su temi riguardanti il sesso.
Nel 1975 fu invitata al Primo Congresso Internazionale di Stregoneria a Bogotà, Colombia, un evento che ebbe grande eco sulla stampa e che accrebbe la sua notorietà. Venne letto il suo racconto O ovo e a galinha, e come prevedeva, non fu capito da molti:

#### Un soffio di vitaeL'ora della stella
Clarice lavorò in seguito ad un libro intitolato Um sopro de vida: pulsações (Un soffio di vita: pulsazioni), pubblicato postumo a metà degli anni Settanta. Il libro è composto da un dialogo tra un "autore" e la sua creazione, Angela Pralini, un personaggio il cui nome è stato preso in prestito da un racconto di Dove siete stati di notte. Utilizzò questa stessa forma frammentaria per il suo ultimo e celebre romanzo, A Hora da Estrela (L'ora della stella), pubblicato nel 1977.
L'opera tratta delle problematiche del nord-est rurale brasiliano rispetto al sud-est urbanizzato, della povertà e del sogno di una vita migliore, e della lotta di una donna non istruita per sopravvivere in una società sessista.
Nel febbraio del 1977, pochi mesi prima della sua morte, concesse la sua unica intervista televisiva a Júlio Lerner di TV Cultura di San Paolo. In quell’occasione parlò di un romanzo che aveva appena finito, “Tredici nomi, tredici titoli”, ma si rifiutò di rivelare il nome della protagonista. Affermò inoltre che il libro era la storia di una ragazza povera, di “un’innocenza schiacciata, di una miseria anonima”.
Clarice utilizzò la propria infanzia nordestina come riferimento per costruire la storia della protagonista Macabéa. Durante l’intervista con Lerner menzionò inoltre un incontro con dei nordestini che tenevano una fiera a Campo de São Cristóvão a Rio de Janeiro; qui aveva notato lo "sguardo disorientato" dei lavoratori provenienti dal nord-est che risiedevano nella “cidade maravilhosa”. Affermò anche di aver tratto ispirazione dalla visita ad una chiromante, evento su cui si basa la parte finale del romanzo: quando stava lasciando la casa della veggente trovò divertente immaginare di essere improvvisamente colpita da una Mercedes gialla e di morire subito dopo aver sentito tutte le previsioni positive per il suo futuro.

### La malattia e la morte
Clarice Lispector fu ricoverata improvvisamente a causa di un cancro all’utero, secondo la biografia di Nadia Battella Gotlib, il primo giorno di novembre del 1977. Nel taxi, dirigendosi all’ospedale, la scrittrice propose alle amiche che l’accompagnavano di fingere di vivere un'altra situazione: "Fate finta che non stiamo andando in ospedale, che non sono malata e che ce ne stiamo andando a Parigi". Clarice cercava una consolazione in un gioco per cercare di alleviare la sua sofferenza. Un gioco che ancora una volta dimostra il suo lato evasivo, astratto della vita. Durante il periodo di ricovero Clarice non sapeva quale fosse la sua malattia, ma di certo lo supponeva. Faceva comunque progetti per quando sarebbe uscita da lì.
L’8 dicembre ebbe un malore improvviso e le venne fatta subito una trasfusione. Morì il giorno seguente, il 9 dicembre 1977. Nove giorni dopo la sua morte andò in onda l’intervista alla TV Cultura. L’ultima parte dice:
Intervistatore: – Ma lei non rinasce e si rinnova ad ogni nuovo lavoro?
Clarice: (Sospiro profondo.) – Ecco, io ora sono morta... Vediamo se resuscito. Per il momento sono morta... sto parlando dalla mia tomba...

## Clarice traduttrice
Clarice Lispector, oltre a racconti e articoli, tradusse in totale 35 libri di diversi generi e autori, principalmente dall’inglese e dal francese. Complessivamente si contano 40 traduzioni che portano il suo nome.
Nel 1941, prima di intraprendere la carriera letteraria, lavorava come reporter per la rivista Vamos Ler e qui contribuiva anche traducendo. La sua prima traduzione fu quella di un racconto, Le missionaire, di Claude Farrère. Esaminando le traduzioni nel loro insieme, è evidente che in quel periodo per Clarice tradurre è una necessità: i generi e gli autori sono molto eterogenei.
Nel 1963, dopo più di vent’anni, ritorna attiva in questo campo, con la traduzione dall’inglese del romanzo The Winthrop Woman, di Anya Seton, edito dalla casa editrice Ypiranga. Nei sei anni che seguirono pubblicò altre due traduzioni di romanzi dall’inglese per la Ypiranga, uno di Agatha Christie e l’altro di Alistair MacLean. Nel 1968 pubblicò nella Revista Jóia la “crônica” Traduzir procurando não trair, nella quale dà delle opinioni personali sul processo traduttologico.
Nel 1969 pubblicò la prima ed unica traduzione dallo spagnolo. Tradusse il racconto Historia de los dos que soñaron, di Jorge Luis Borges, nel Jornal do Brasil. È del 1973, invece, la sua prima traduzione dal francese, Lumière allumées, di Bella Rosenfeld. L’ultima traduzione pubblicata in vita fu quella del romanzo Le bluff du futur di Georges Elgozy, nel 1976.
È interessante notare che Clarice iniziò a pubblicare traduzioni e adattamenti di letteratura per l’infanzia nel suo ultimo decennio di vita, quando anche lei cominciò a dedicarsi a questo genere. Fece tre traduzioni adattate, tutte edite dalla Abril Cultural: dall’inglese I viaggi di Gulliver di Jonathan Swift e Tom Jones di Henry Fielding, e dal francese L’isola misteriosa di Jules Verne, quest’ultima pubblicata postuma nel 1980.
Pubblicò nel 1970 una traduzione basata sull’opera Il talismano, di Walter Scott. Infine, tra il 1974 e il 1975 diede alle stampe dei racconti riscritti a partire dalle traduzioni di Edgar Allan Poe che furono successivamente riuniti in Histórias Extraordinárias de Allan Poe, editi dalla Ediouro nel 1996. Morì nel 1977 e fu sepolta al cimitero di Caju a Rio de janeiro.

## Opere

### Romanzi
- Perto do Coração Selvagem (1943)
  - Vicino al cuore selvaggio, trad. di Rita Desti, Milano, Adelphi, 1987 (e successive) ISBN 88-459-0251-X ISBN 88-459-1776-2
- O Lustre (1946)
  - Il segreto, trad. di Adelina Aletti, Milano, La Tartaruga, 1999 ISBN 88-7738-302-X; Milano: B.C. Dalai, 2010 ISBN 978-88-6073-791-5;
  - Il lampadario, trad. di Virginia Caporali e Roberto Francavilla, Milano, Adelphi, 2022 ISBN 978-88-459-3716-3
- A Cidade Sitiada (1949)
  - La città assediata, trad. di Roberto Francavilla ed Elena Manzato, Milano, Adelphi, 2024 ISBN 978-88-459-3878-8
- A maçã no escuro (1961)
  - La mela nel buio, trad. di Renata Cusmai Belardinelli, Milano, Feltrinelli, 1988 ISBN 88-07-05063-3
- A Paixão Segundo G.H. (1964)
  - La passione secondo G. H., trad. di Adelina Aletti, con una nota di Angelo Morino, Torino, La rosa, 1982; Milano, Feltrinelli, 1991 ISBN 88-07-81175-8
- Uma Aprendizagem ou O Livro dos Prazeres (1969)
  - Un apprendistato o il libro dei piaceri, trad. e introduzione di Rita Desti, con una nota di Luciana Stegagno Picchio, Torino, La rosa, 1981; Milano, Feltrinelli, 1992 (e successive) ISBN 88-07-81202-9
- Água Viva (1973)
  - Acqua viva, trad. di Angelo Morino, Palermo, Sellerio, 1997 ISBN 88-389-1350-1; trad. di Roberto Francavilla, Milano, Adelphi, 2017 ISBN 978-88-459-3148-2
- A Hora da Estrela (1977)
  - L'ora della stella, trad. di Adelina Aletti, Milano, Feltrinelli, 1989 ISBN 88-07-81106-5
- Um Sopro de Vida (Pulsações) (1978)
  - Un soffio di vita, trad. di Roberto Francavilla, Milano, Adelphi, 2019 ISBN 978-88-459-3361-5

### Racconti
- Alguns Contos (1952)
- Feliz Aniversário (1960)
- Laços de Família (1960)
  - Legami familiari, trad. di Adelina Aletti, Milano, Feltrinelli, 1986 (e successive) ISBN 88-07-01321-5 ISBN 88-07-81056-5
- A Legião Estrangeira (1964)
- Felicidade Clandestina (1971)
- A Imitação da Rosa (1973)
- A Via Crucis do Corpo (1974)
  - La passione del corpo, trad. di Amina Di Munno, Milano, Feltrinelli, 1987 ISBN 88-07-01330-4
- Onde Estivestes de Noite (1974)
  - Dove siete stati di notte?, trad. di Adelina Aletti, Milano, Zanzibar, 1994 ISBN 88-85419-19-4

### Interviste
- De Corpo Inteiro (1975)

### Letteratura per l'infanzia
- O Mistério do Coelho Pensante (1967)
  - Il mistero del coniglio che sapeva pensare, trad. di Francesca Lazzarato, Milano, Mondadori, 1991 ISBN 88-04-35239-6 ISBN 88-04-46273-6
- A Mulher que Matou os Peixes (1968)
- A Vida Íntima de Laura (1974)
- Quase de Verdade (1978)
- Como Nasceram as Estrelas: Doze Lendas Brasileiras (1987)
  - Come sono nate le stelle. Storie e leggende brasiliane, trad. di Maria Baiocchi, Roma, Donzelli, 2005 ISBN 88-7989-983-X

### Opere postume
- A Bela e a Fera (1979) – raccolta di racconti inediti
- A Descoberta do Mundo (1984) – selezione di crônicas
  - La scoperta del mondo. 1967-1973, trad. di Mauro Raggini, Milano, La Tartaruga, 2001 ISBN 88-7738-332-1
- Como Nasceram as Estrelas (1987) – racconti per bambini
- Cartas Perto do Coração (2001) – lettere tra Clarice Lispector e Fernando Sabino
- Correspondências (2002) – antologia di lettere da e per Clarice
- Aprendendo a Viver (2004) – selezione di crônicas
- Outros Escritos (2005) – interviste e selezione di testi di generi diversi scritti dall'autrice
- Correio Feminino (2006) – selezione di testi pubblicati in rubriche femminili di varie riviste, negli anni Cinquanta e Sessanta
- Entrevistas (2007) – selezione di interviste realizzate negli anni Sessanta e Settanta
- Minhas Queridas (2007) – raccolta di lettere
- Só para Mulheres (2008) – selezione di testi pubblicati in rubriche femminili di varie riviste, negli anni Cinquanta e Sessanta
- De amor e amizade. Crônicas para jovens (2010) – selezione di crônicas
- Clarice Lispector: todos os contos (2016)
  - Tutti i racconti, trad. di Roberto Francavilla, Milano, Feltrinelli, 2019 ISBN 978-88-07-53038-8

### Traduzioni italiane
- La passione secondo G. H., trad. di Adelina Aletti, con una nota di Angelo Morino, Torino, La rosa, 1982; Milano, Feltrinelli, 1991 ISBN 88-07-81175-8
- Un apprendistato o il libro dei piaceri, trad. e introduzione di Rita Desti, con una nota di Luciana Stegagno Picchio, Torino, La rosa, 1981; Milano, Feltrinelli, 1992 (e successive) ISBN 88-07-81202-9
- Legami familiari, trad. di Adelina Aletti, Milano, Feltrinelli, 1986 (e successive) ISBN 88-07-01321-5 ISBN 88-07-81056-5
- La passione del corpo, trad. di Amina Di Munno, Milano, Feltrinelli, 1987 ISBN 88-07-01330-4
- Vicino al cuore selvaggio, trad. di Rita Desti, Milano, Adelphi, 1987 (e successive) ISBN 88-459-0251-X ISBN 88-459-1776-2
- La mela nel buio, trad. di Renata Cusmai Belardinelli, Milano, Feltrinelli, 1988 ISBN 88-07-05063-3
- L'ora della stella, trad. di Adelina Aletti, Milano, Feltrinelli, 1989 ISBN 88-07-81106-5
- Il mistero del coniglio che sapeva pensare, trad. di Francesca Lazzarato, Milano, Mondadori, 1991 ISBN 88-04-35239-6 ISBN 88-04-46273-6
- Dove siete stati di notte?, trad. di Adelina Aletti, Milano, Zanzibar, 1994 ISBN 88-85419-19-4
- Le storie di Ovidio, trad. di Ombretta Borgia, Milano, Mondadori, 1996 ISBN 88-04-41686-6 ISBN 88-04-44504-1
- Acqua viva, trad. di Angelo Morino, Palermo, Sellerio, 1997 ISBN 88-389-1350-1; trad. di Roberto Francavilla, Milano, Adelphi, 2017 ISBN 978-88-459-3148-2
- Il segreto, trad. di Adelina Aletti, Milano, La Tartaruga, 1999 ISBN 88-7738-302-X; Milano: B.C. Dalai, 2010 ISBN 978-88-6073-791-5
- La scoperta del mondo. 1967-1973, trad. di Mauro Raggini, Milano, La Tartaruga, 2001 ISBN 88-7738-332-1
- Come sono nate le stelle. Storie e leggende brasiliane, trad. di Maria Baiocchi, Roma, Donzelli, 2005 ISBN 88-7989-983-X
- La vita che non si ferma. Lettere scelte (1941-1975), a cura di Lisa Ginzburg, trad. di Guia Boni e Lisa Ginzburg, Milano, Archinto, 2008 ISBN 978-88-7768-504-9
- Le passioni e i legami[41], prefazione di Emanuele Trevi, Milano, Feltrinelli, 2013 ISBN 978-88-07-53028-9
- Un soffio di vita, trad. di Roberto Francavilla, Milano, Adelphi, 2019 ISBN 978-88-459-3361-5
- Tutti i racconti, trad. di Roberto Francavilla, Milano, Feltrinelli, 2019 ISBN 978-88-07-53038-8
- Il lampadario, trad. di Virginia Caporali e Roberto Francavilla, Milano, Adelphi, 2022 ISBN 978-88-459-3716-3
- La città assediata, trad. di Roberto Francavilla ed Elena Manzato, Milano, Adelphi, 2024 ISBN 978-88-459-3878-8